# لوجاس آمریکاناس

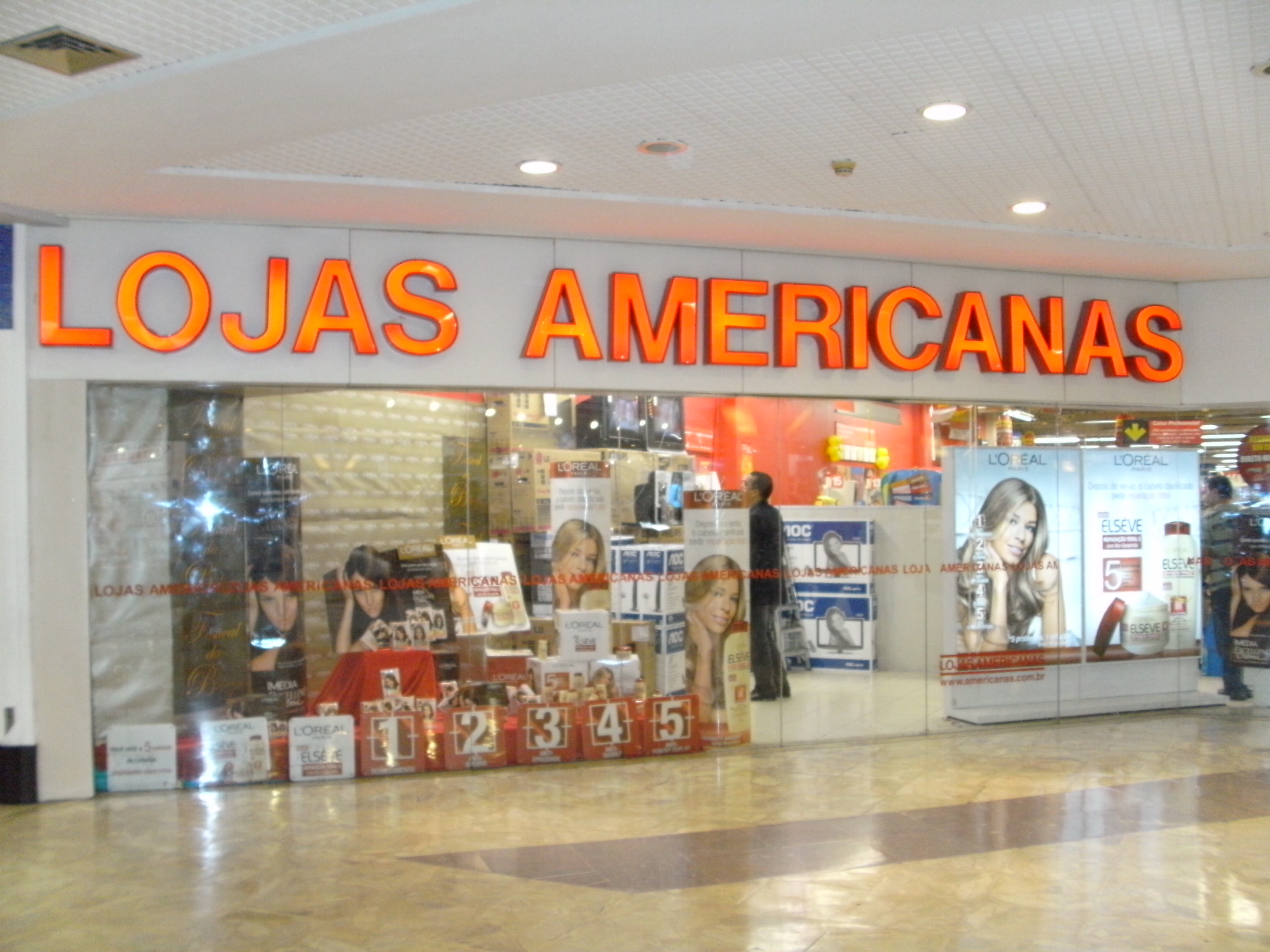
شعبه لوجاس آمریکاناس در ریسیف

لوجاس آمریکاناس (به پرتغالی: Lojas Americanas) شرکت خرده‌فروشی برزیلی است، که در سال ۱۹۲۳ توسط تاجر اتریشی مکس لاندزمان و چندین بازرگان آمریکایی بنام‌های جان لی، گلن ماتسون و جیمز مارشال راه‌اندازی شد.
شرکت لوجاس آمریکاناس در حال حاضر دارای ۷۴۹ شعبه فروش در ۲۵ ایالت برزیل می‌باشد. دفتر مرکزی این شرکت در شهر ریو د ژانیرو، برزیل قرار دارد و بخشی از سهام آن در بازارهای بورس سائوپائولو و بورس مادرید معامله می‌شود.